# Vitalianthus bischlerianus
Vitalianthus bischlerianus é uma espécie de  planta do gênero Vitalianthus e da família Lejeuneaceae.

## Taxonomia
O seguinte sinônimo já foi catalogado:
- Drepanolejeunea bischleriana  Pôrto & Grolle

## Forma de vida
É uma espécie corticícola e formadora de tramas.

## Conservação
A espécie faz parte da Lista Vermelha das espécies ameaçadas do estado do Espírito Santo, no sudeste do Brasil. A lista foi publicada em 13 de junho de 2005 por intermédio do decreto estadual nº 1.499-R.

## Distribuição
A espécie é endêmica do Brasil e encontrada nos estados brasileiros de Bahia, Espírito Santo, Minas Gerais, Pernambuco, Piauí, Paraná, Rio de Janeiro, Santa Catarina, São Paulo e Pará.
A espécie é encontrada no domínio fitogeográfico de Mata Atlântica, em regiões com vegetação de floresta ombrófila pluvial e mata de araucária.